# Papa Sixt al IV-lea
Papa Sixt al IV-lea (n. 21 iulie 1414, Celle Ligure, Liguria, Italia – d. 12 august 1484, Roma, Statele Papale) a fost un papă al Romei. În timpul pontificatului său, între 1475-1483, a fost edificată Capela Sixtină, care îi poartă numele. Lăcașul a fost consacrat pe 9 august 1483. 
Pontificatul său a fost marcat de nepotism.
Între realizările sale se numără construcția Ponte Sisto⁠(en)[traduceți], primul pod construit la Roma după prăbușirea Imperiului Roman.